# 木曾川

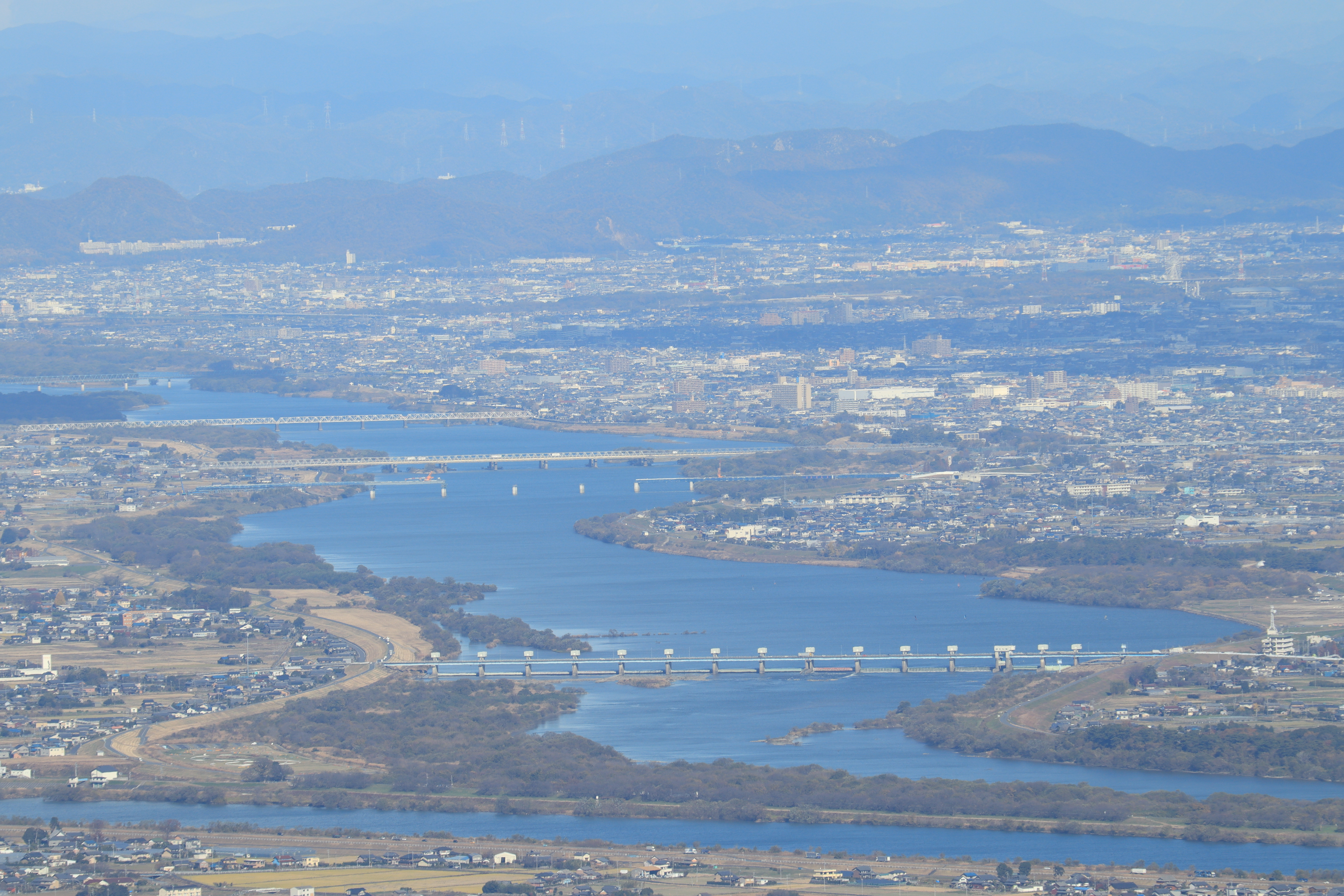
從養老山望向木曾川

木曾川（日语：／ Kisogawa */?）是一條發源於長野縣，流經岐阜縣、愛知縣、三重縣，注入伊勢灣的木曾川水系干流一級河川。與揖斐川、長良川并稱為木曾三川。源頭部分又稱「味噌川」。發源於長野縣鉢盛山。全長229公里，是日本全國第7長的河流。流域面積5275平方公里。木曾川又稱日本莱茵河。

## 關連項目
- 木曾三川 - （木曾川、長良川、揖斐川）
- 千本松原 (岐阜縣)
- 國營木曾三川公園
- 中野之渡
- 寢覺之床
- 犬山橋
- 日本萊茵河
- 惠那峽
- 猿尾堤
- 日本新八景

## 外部連結
- 国土交通省中部地方整備局木曽川上流河川事務所 （页面存档备份，存于）
- 国土交通省中部地方整備局木曽川下流河川事務所
- 犬山市観光情報 （页面存档备份，存于）